# Гоасхёльмур
Гоасхёльмур или Гаусхольм (фар. Gáshólmur) — один из островков Фарерского архипелага. На восток от него находится остров Тиндхёльмур.